# Al-Ahbash
Al-Ahbash (en árabe: الأحباش‎ / al-aḥbash / Español: Los etíopes), también conocidos como la Asociación de Proyectos Caritativos Islámicos (en árabe: جمعية المشاريع الخيرية الإسلامية‎ /  jam'iyyat al-mashari' al-khayriyya al-Islamiyya) es un movimiento religioso sufí fundado a mediados de los años ‘80. El grupo sigue las enseñanzas del erudito etíope Abdullah al-Harari. La organización opera escuelas islámicas asociadas a la Universidad Al-Azhar de El Cairo.
Los Ahbash han sido definidos como la “expresión activista del sufismo libanés” debido a que el grupo fue originado y es principalmente activo en Líbano.